# Cissus rostrata
Cissus rostrata är en vinväxtart som först beskrevs av Friedrich Anton Wilhelm Miquel, och fick sitt nu gällande namn av Pieter Willem Korthals och Jules Émile Planchon. Cissus rostrata ingår i släktet Cissus och familjen vinväxter. Inga underarter finns listade i Catalogue of Life.